# Apeadero de Arcos
El Apeadero de Arcos, también conocido como Estación de Arcos, fue una antigua plataforma ferroviaria del Ramal de Vila Viçosa, que servía a la parroquia de Arcos, en el Distrito de Évora, en Portugal.

## Descripción

### Localización y accesos
Los vestigios de este apeadero se encuentran al Suroeste de la localidad de Arcos, con acceso de transporte por un ramal de la Ruta Nacional 508-1.

### Servicios y características físicas
Esta plataforma se encuentra retirada del servicio.

## Historia
A pesar de existir, desde 1902, un proyecto para la continuación de la Línea de Évora hasta Vila Viçosa, y de las obras para este tramo se hubieron iniciado a finales del año siguiente, solo en abril de 1905 es cuando el proyecto y el respectivo presupuesto para la construcción de un apeadero en Arcos fue aprobado; el 1 de agosto del mismo año, todo el ramal ya se encontraba construido y listo para funcionar, pudiendo este apeadero efectuar servicios en pequeña y gran velocidad. El Ramal abrió a la explotación el 2 de agosto de 1905.
Todo el Ramal de Vila Viçosa fue cerrado el 1 de enero de 1990.